# Râul Dorna, Bistrița
Râul Dorna este un afluent al râului Bistrița. El se varsă în dreptul localității Vatra Dornei în râul Bistrița Aurie, cursul de apă format fiind denumit Bistrița.

## Imagini

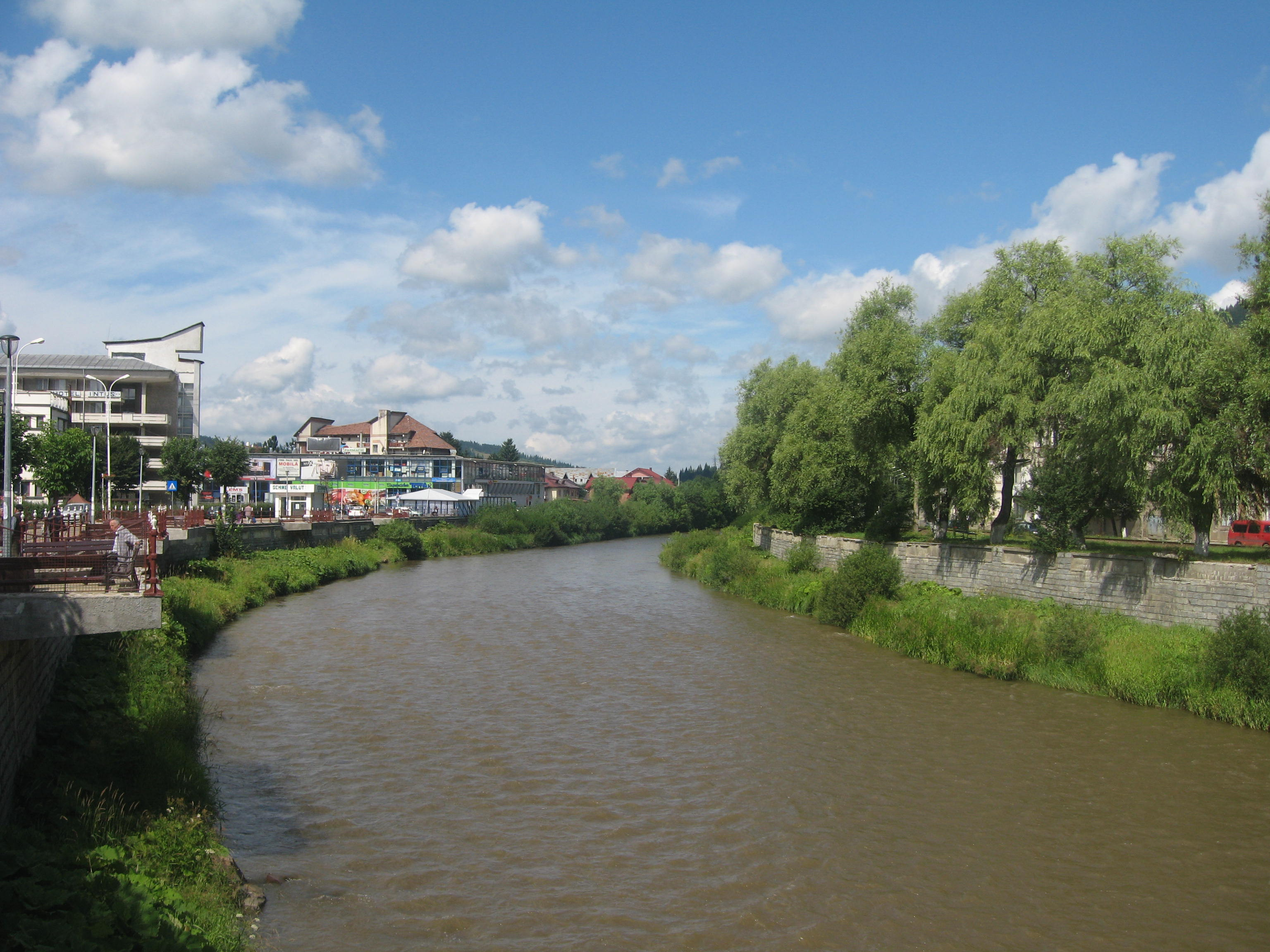
Râul Dorna în amonte
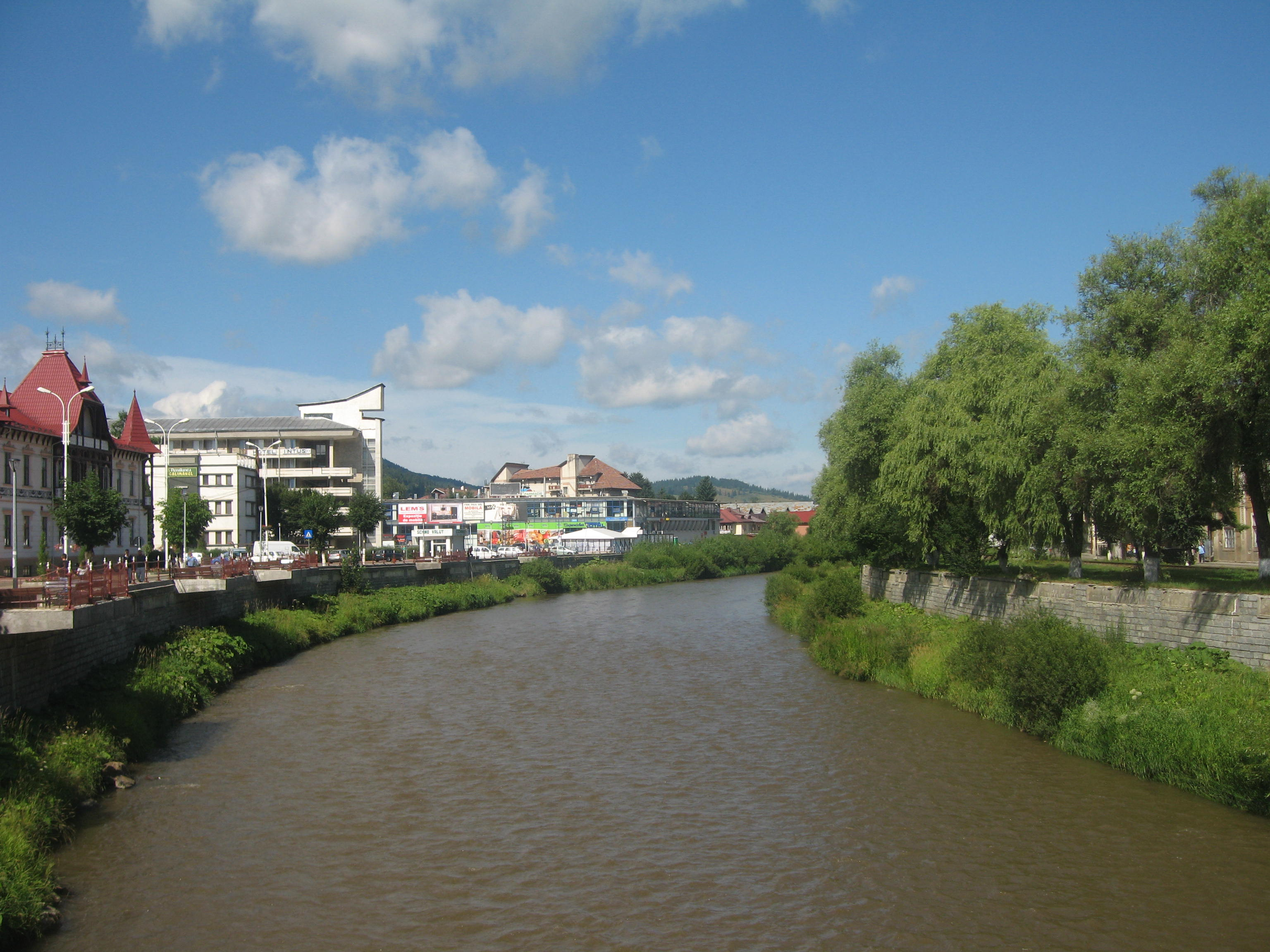
Râul Dorna în amonte
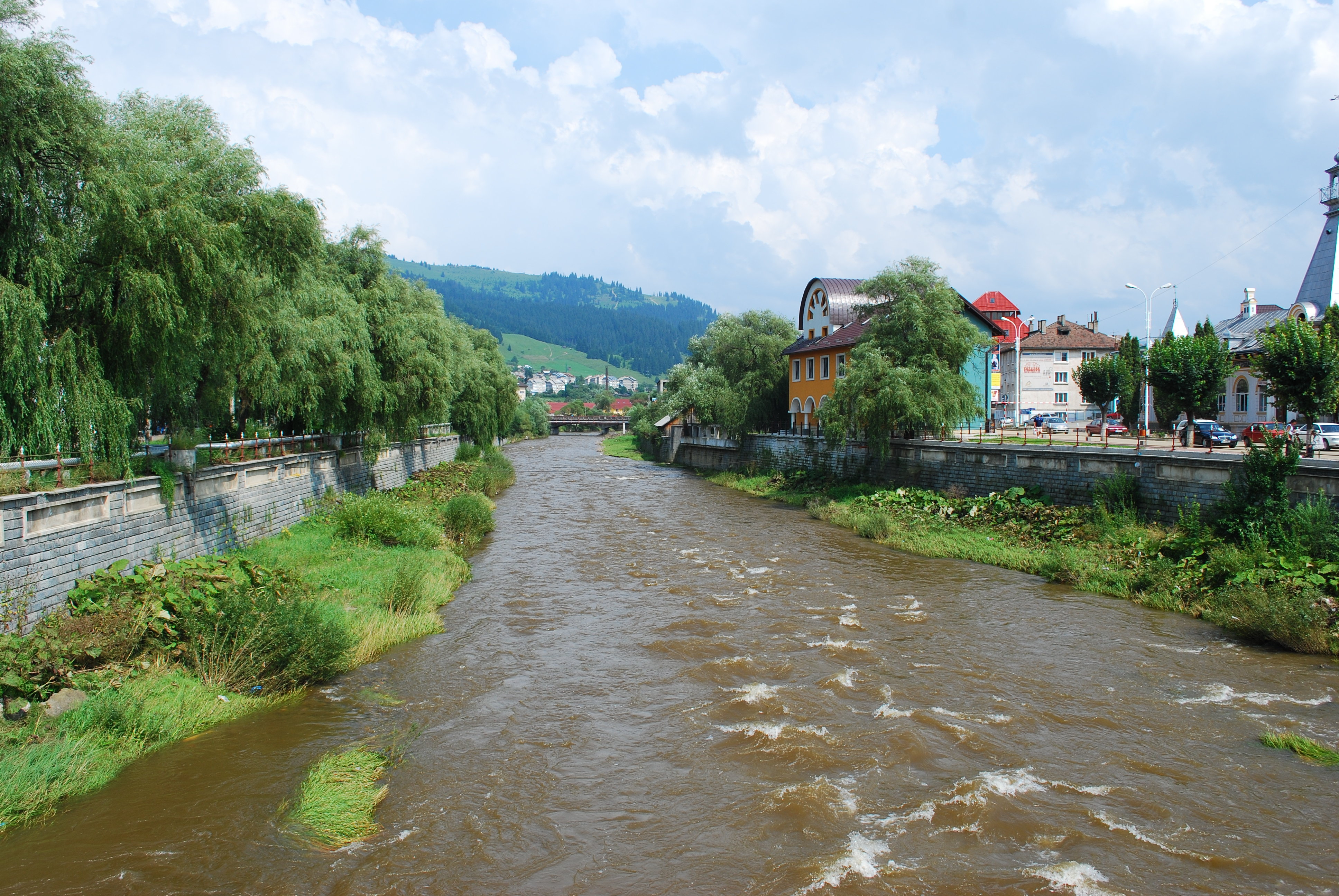
Râul Dorna în aval
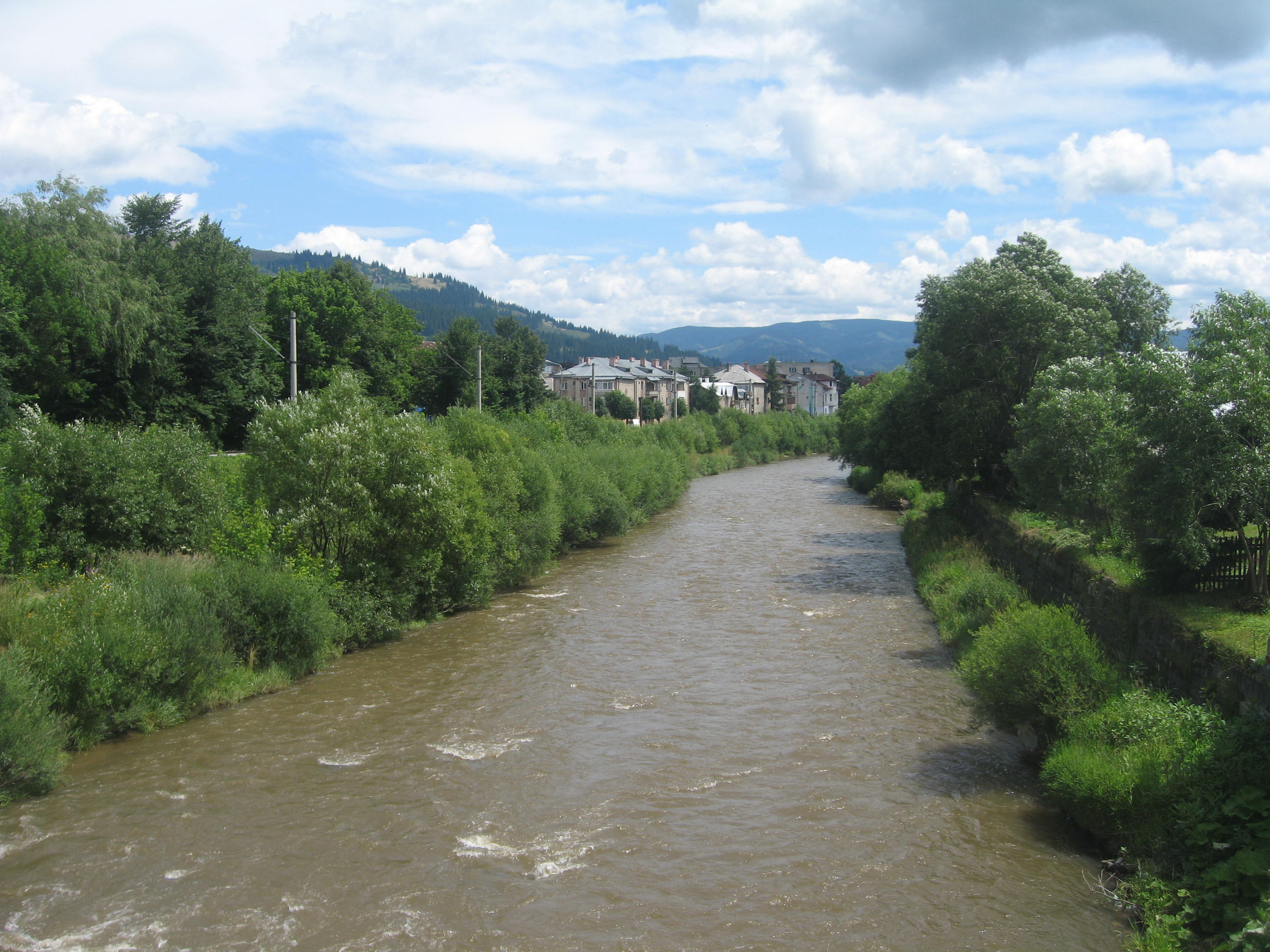
Râul Dorna în aval
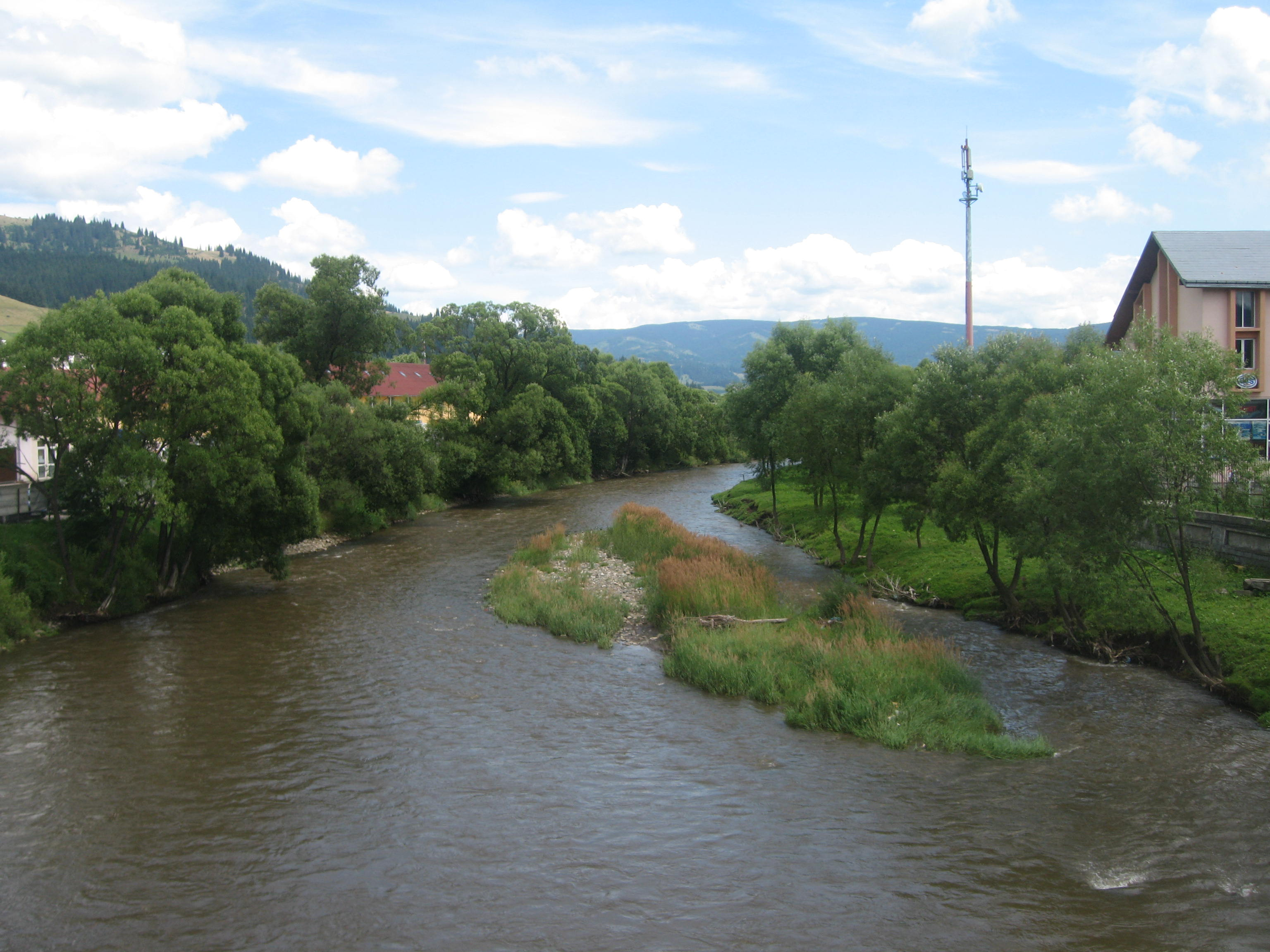
Râul Dorna în aval

## Hărți
- Harta Munții Suhard  Arhivat în 16 decembrie 2009, la Wayback Machine.
- Harta Munții Bârgău  Arhivat în 20 septembrie 2008, la Wayback Machine.
- Harta Munții Călimani  Arhivat în 11 octombrie 2008, la Wayback Machine.
- Harta Județul Suceava ]